# Nabereschnyje Tschelny

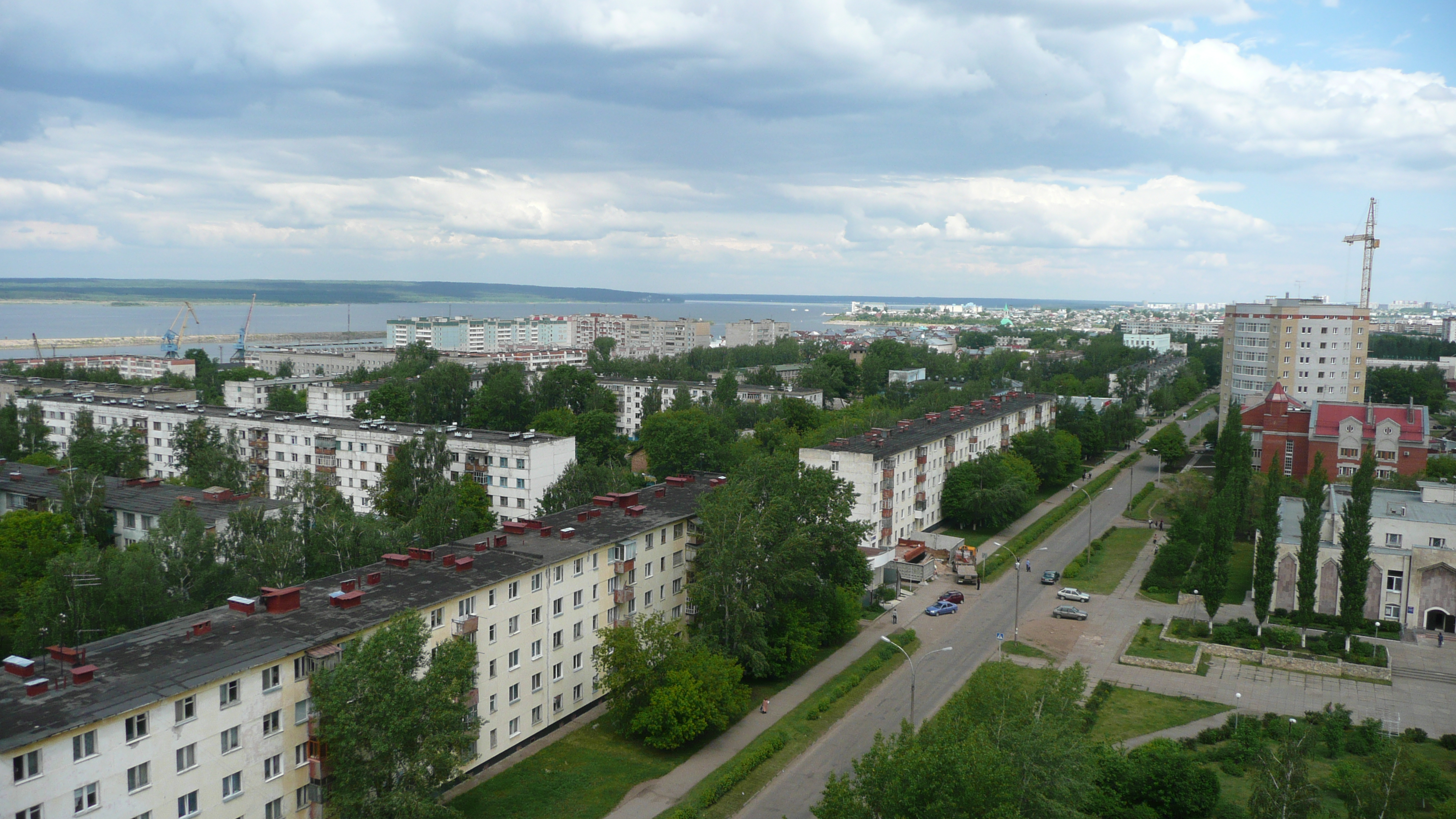
Blick auf Nabereschnyje Tschelny vom Hotel Tatarstan

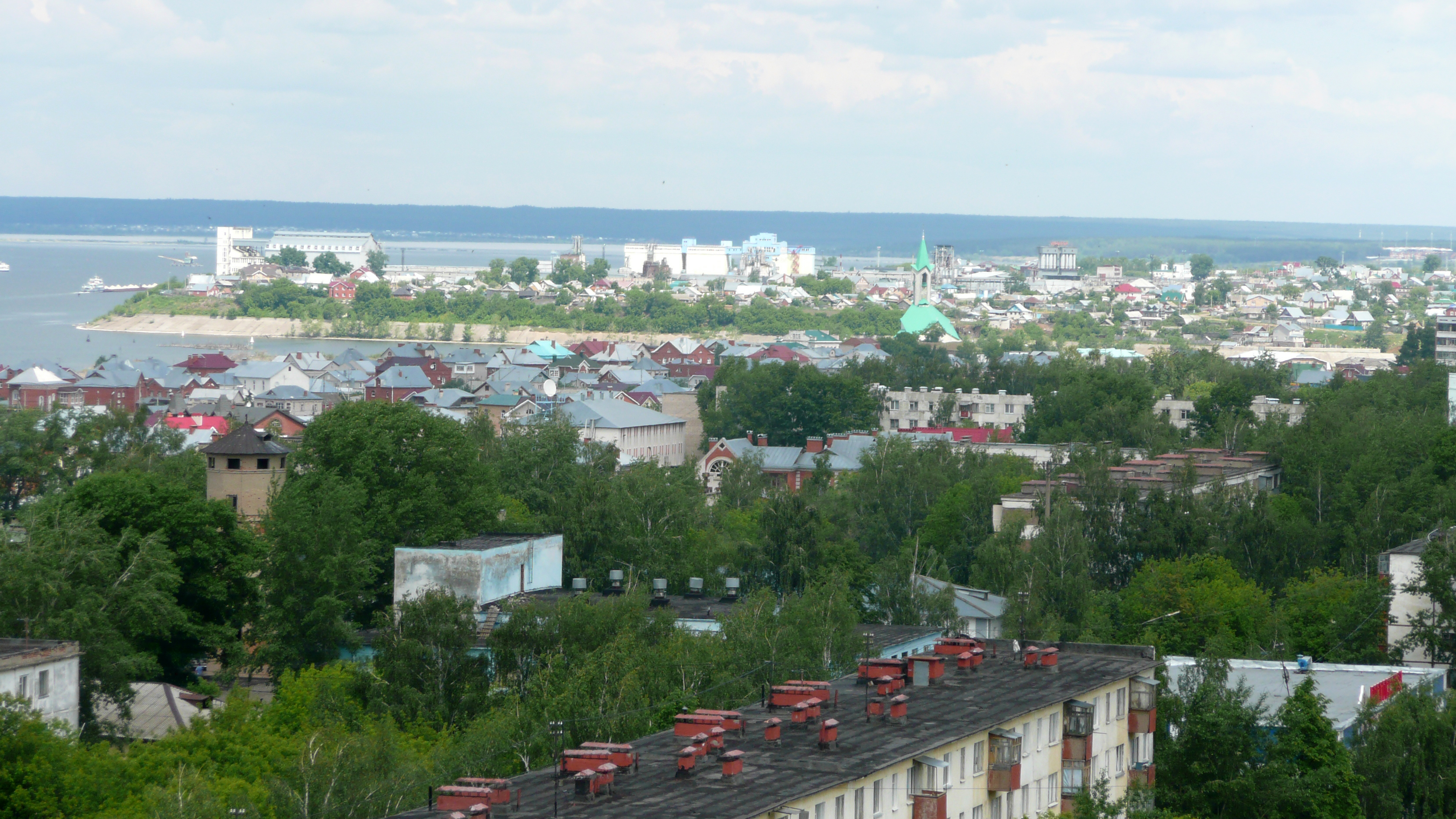
Blick auf Nabereschnyje Tschelny

Nabereschnyje Tschelny (russisch Набережные Челныⓘ; tatarisch Чаллы Çallı) ist eine Großstadt mit 513.193 Einwohnern (Stand 14. Oktober 2010) in der russischen Teilrepublik Tatarstan. Nach der Republikhauptstadt Kasan ist sie die zweitgrößte Stadt Tatarstans und bekannt als Hauptsitz des russischen LKW-Herstellers KAMAZ. 

## Geografische Lage
Nabereschnyje Tschelny liegt im Osten Tatarstans an der Kama, die oberhalb der Stadt den Nischnekamsker Stausee speist, den größten des Flusses. Der namensgebende Fluss Tschelna ist ein kleiner Nebenfluss der Kama und fließt durch das Stadtzentrum. Die Entfernung nach Kasan beträgt 225 km, die nächstgelegene Stadt ist Jelabuga, das sich 20 km von Nabereschnyje Tschelny entfernt befindet.

## Geschichte
Erste Erwähnung des Ortes findet sich in einer tatarischen Urkunde des Jahres 1680, in der von einer 1172 gegründeten Wolgabulgaren-Stadt Yar Çallı die Rede ist. Spätere archäologische Funde belegten, dass an der Stelle der heutigen Stadt bis zum 14. Jahrhundert, also zu Zeiten des Wolgabulgarenstaates, tatsächlich eine Ortschaft existiert haben muss.

### Neuzeit
In russischen Urkunden wurde der Ort erstmals 1626 erwähnt, und zwar unter seinem heutigen Namen, der eine russische Form des Namens Yar Çallı darstellt (der Zusatz Nabereschnyje wurde wahrscheinlich abgeleitet von Bereschnyje, wörtlich also „am (Tschnelna-)Ufer gelegen“). Bis ins 19. Jahrhundert hinein war Nabereschnyje Tschelny ein Dorf, in dem vorwiegend Fischerei und Handel betrieben wurde. Im Jahr 1847 zählte es 1726 Einwohner.
Anfang des 20. Jahrhunderts entstanden im Ort erste Industriebetriebe. 1930 erhielt Nabereschnyje Tschelny, inzwischen 9300 Einwohner zählend, Stadtrechte. Dennoch war sie bis in die 1970er-Jahre eine eher unbedeutende Kleinstadt. Nachdem jedoch 1976 im Industriekombinat KAMAZ mit der Produktion von Lastkraftwagen, Dieselmotoren und Panzern begonnen wurde, stieg die Stadtbevölkerung sprunghaft an und erreichte im Jahr 1989 die Zahl von 500.000.
1982 wurde Nabereschnyje Tschelny nach dem Generalsekretär des ZK der KPdSU, Leonid Breschnew, in Breschnew (Брежнев) umbenannt, erhielt aber 1988 seinen ursprünglichen Namen zurück.

### Bevölkerungsentwicklung
| Jahr | Einwohner |
| ---- | --------- |
| 1926 | 3.873     |
| 1939 | 9.295     |
| 1959 | 19.103    |
| 1970 | 37.923    |
| 1979 | 301.381   |
| 1989 | 500.309   |
| 2002 | 509.870   |
| 2010 | 513.193   |

Anmerkung: Volkszählungsdaten

## Wirtschaft
Als wichtigster Industriezweig in Nabereschnyje Tschelny gilt der Maschinenbau, der neben dem KAMAZ-Werk, dem Hauptarbeitgeber der Stadt, mit mehreren anderen Fabriken vertreten ist. Einige Hallen von KAMAZ wurden zum Aufbau des Industrieparks „KAMAZ Master“ genutzt, in dem mittelständische Unternehmen und Zulieferer für KAMAZ angesiedelt wurden.
Das Wasserkraftwerk des Nischnekamsker Stausees befindet sich in Nabereschnyje Tschelny und versorgt die Stadt mit Energie. Außerdem gibt es hier zwei Heizkraftwerke sowie Betriebe der Metallurgie, Bau- und Nahrungsmittelindustrie.
Im August 2014 gaben Vertreter des österreichischen Kranproduzenten Palfinger und des größten russischen LKW-Herstellers Kamaz bekannt, dass die beiden Unternehmen zwei Joint Ventures gründen, wovon eines in Nabereschnyje Tschelny beheimatet sein soll. Dort soll ein Betrieb für die Montage von Hebeausrüstungen auf LKW-Fahrgestellen aufgebaut werden. Der Anteil des österreichischen Autoherstellers daran soll 49 Prozent und jener von Kamaz 51 Prozent betragen.

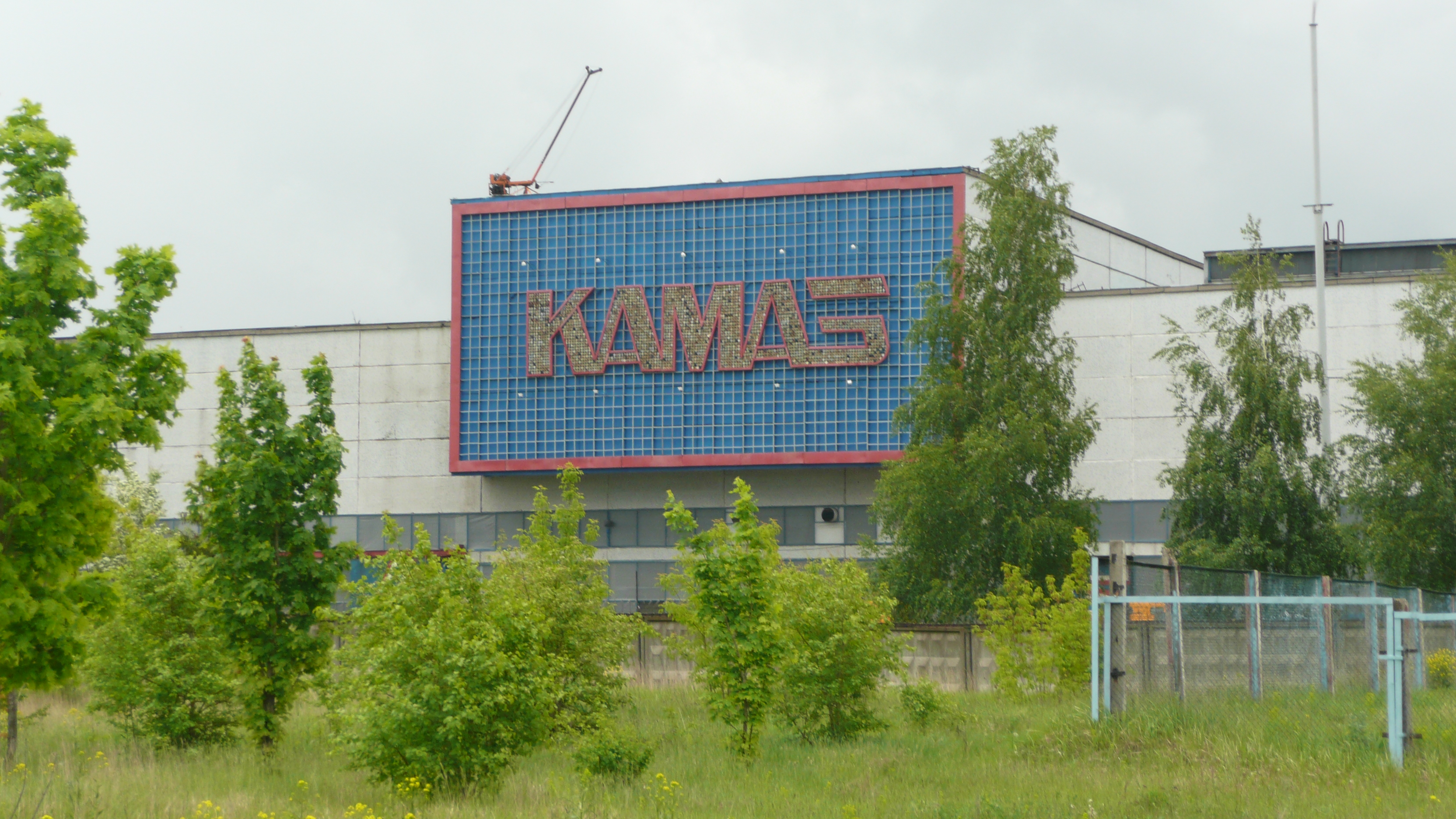
KAMAZ-Werke
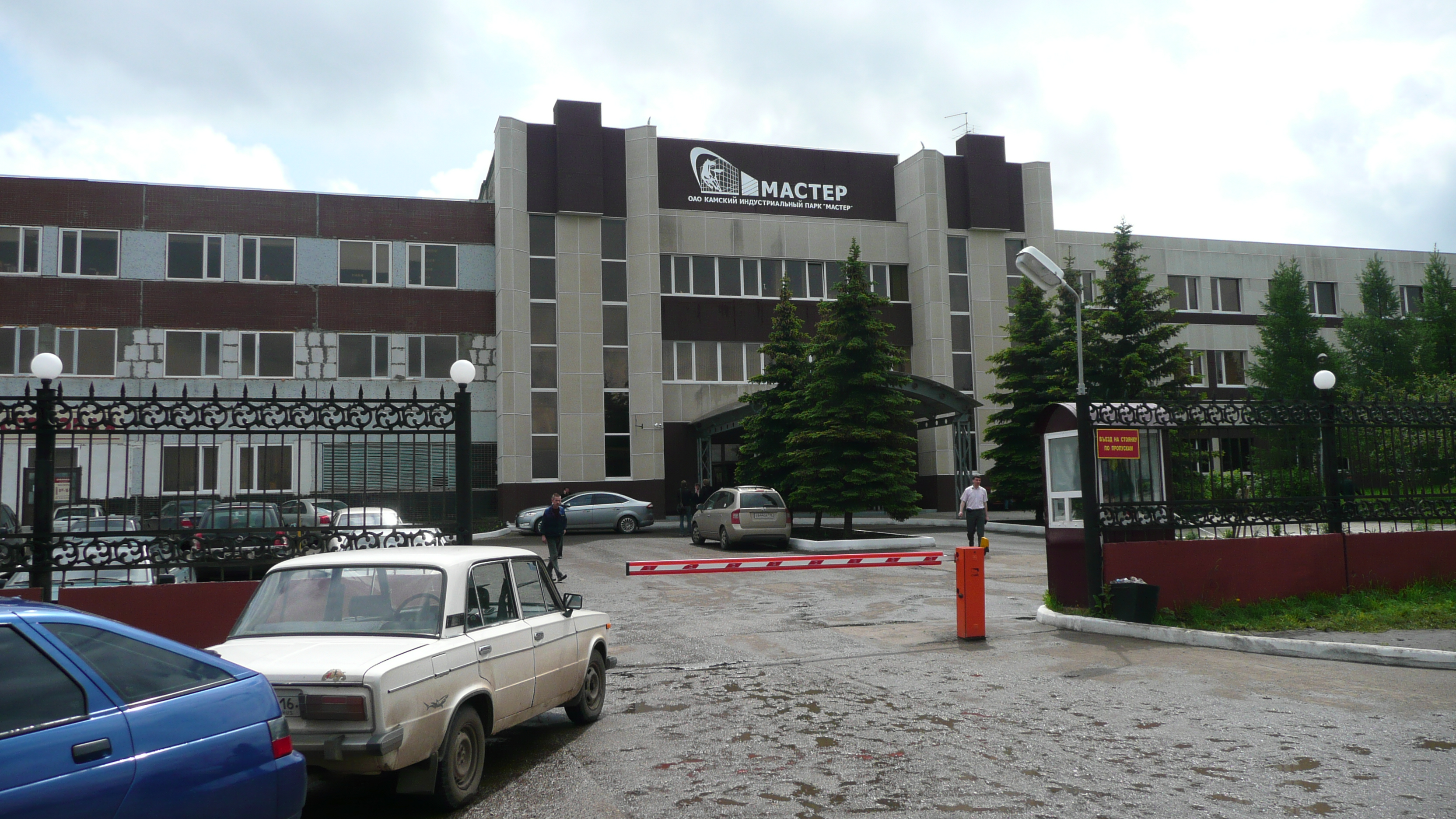
KAMAZ Master
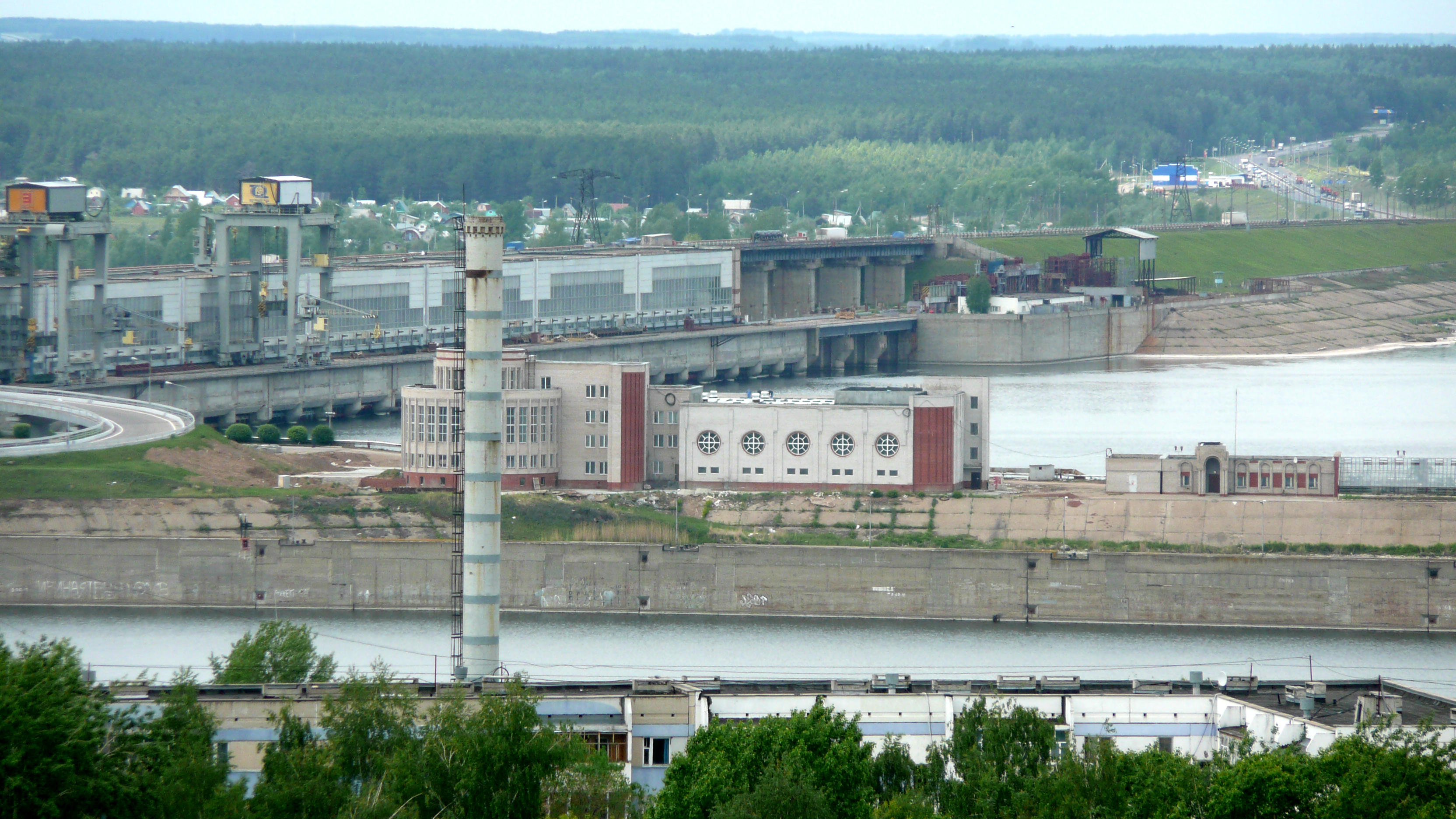
Wasserkraftwerk

## Verkehr
Nabereschnyje Tschelny liegt nahe der Fernstraße M12 Wostok, die an dem benachbarten Jelabuga vorbeiführt. Weiterhin gibt es einen Binnenhafen, einen internationalen Flughafen, einen Bahnhof sowie im innerstädtischen öffentlichen Verkehr ein Straßenbahnnetz.

## Weiterführende Bildungseinrichtungen
- Akademie des Kamagebiets
- Filiale der Staatlichen Universität Kasan
- Filiale der Staatlichen Akademie für Sport Wolgograd
- Nichtstaatliches Religiös-Philosophisches Institut
- Polytechnisches Institut des Kamagebiets
- Staatliche Pädagogische Hochschule Nabereschnyje Tschelny
- Staatliches Institut für Sport des Kamagebiets

## Sport
Im Fußball ist die Stadt durch den Verein Kamas Nabereschnyje Tschelny im drittklassigen Perwenstwo PFL vertreten.

## Städtepartnerschaften
- Liaocheng, Volksrepublik China, seit 2009

## Söhne und Töchter der Stadt
- Nadeschda Kibardina (* 1956), Radrennfahrerin
- Firdaus Kabirow (* 1961), Marathonrallyefahrer
- Lilija Nurutdinowa (* 1963), Leichtathletin
- Marat Ganejew (* 1964), Radrennfahrer
- Sarija Sakirowa (* 1964), Ruderin
- Ljubow Morgunowa (* 1971), Leichtathletin
- Rawil Gusmanow (* 1972), Eishockeyspieler
- Gulnara Galkina (* 1978), Leichtathletin
- Andrei Jegortschew (* 1978), Volleyballspieler[4]
- Witali Chwalejew (* 1979), DJ
- Alexander Bespalow (* 1981), Radrennfahrer
- Pawel Chwalejew (* 1984), DJ
- Eduard Nikolajew (* 1984), Rallyefahrer
- Alexander Bucharow (* 1985), Fußballspieler
- Maxim Pestuschko (* 1985), Eishockeyspieler
- Dmitri Sotnikow (* 1985), Rallyefahrer
- Wladislaw Ignatjew (* 1987), Fußballspieler
- Airat Mardejew (* 1987), Rallyefahrer
- Ilnur Sakarin (* 1989), Radrennfahrer
- Tatjana Gorbunowa (* 1990), Turnerin
- Darja Dawydowa (* 1991), Judoka
- Artur Anissimow (* 1992), Fußballspieler
- Daler Kusjajew (* 1993), Fußballspieler